# Marcelo Méndez Russo
Marcelo Fabián Méndez Russo (Montevideo, 10 de enero de 1981) es un exfutbolista y entrenador uruguayo. Actualmente dirige al Montevideo City Torque.

## Trayectoria

### Como jugador
Méndez inició su carrera en Fénix donde se mantuvo hasta finales de 2004. Luego pasó por Junior, Independiente, Peñarol, Kayserispor, Montevideo Wanderers, Independiente Rivadavia y se retiró finalmente en Huracán de Paso de la Arena, en las divisionales de ascenso.

### Como entrenador
El 11 de octubre de 2016, Méndez inició su carrera como director técnico en Progreso.En diciembre de 2017, obtuvo el ascenso a la Primera División de Uruguay después de vencer a Villa Teresa por 4-3 en el global.Unos días más tarde, renovó su contrato hasta finales del 2018.Luego de una buena temporada en la máxima categoría, decidió no renovar su vínculo de cara a la temporada 2019.
En enero de 2019, fue oficializado como entrenador de Danubio.En septiembre del mismo año, dejó su cargo luego de una serie de malos resultados en el Torneo Intermedio.
El 18 de octubre de 2020, Méndez fue confirmado como técnico de Liverpool.En marzo de 2021, obtuvo el Torneo Clausura 2020 con dos fechas de anticipación después de derrotar a Nacional por 4-0.Luego de golear a Sud América, presentó su renuncia para irse a dirigir al exterior en junio de 2021.
En junio de 2021, fue anunciado como entrenador del Atlético San Luis.Sin embargo, unos meses más tarde, fue despedido luego de tres derrotas consecutivas en el inicio del Clausura 2022.
El 7 de marzo de 2022, Méndez se convirtió en el técnico de Defensor Sporting.En noviembre del mismo año, se consagró campeón de la primera edición de la Copa Uruguay tras derrotar a La Luz por 1-0.Luego de la finalización del Torneo Clausura 2023, anunció que no continuaría en su cargo para la temporada 2024.
En abril de 2024, fue oficializado como entrenador de Gimnasia y Esgrima La Plata en reemplazo de Leonardo Madelón.Luego de 32 partidos dirigidos, en enero de 2025, presentó su renuncia al cargo después de un mal comienzo en la temporada.
El 10 de julio de 2025, asumió al frente del Montevideo City Torque.

## Clubes

### Como jugador
| Club                       | País      | Año       |
| -------------------------- | --------- | --------- |
| Fénix                      | Uruguay   | 2000-2004 |
| Junior                     | Colombia  | 2005      |
| Independiente              | Argentina | 2005-2006 |
| Peñarol                    | Uruguay   | 2006      |
| Kayserispor                | Turquía   | 2006-2007 |
| Peñarol                    | Uruguay   | 2007      |
| Junior                     | Colombia  | 2008      |
| Montevideo Wanderers       | Uruguay   | 2009      |
| Independiente Rivadavia    | Argentina | 2010-2011 |
| Montevideo Wanderers       | Uruguay   | 2011-2013 |
| Huracán (Paso de la Arena) | Uruguay   | 2013-2016 |

### Como entrenador
| Club                        | País      | Año           | PJ  | PG  | PE | PP | Efectividad |
| --------------------------- | --------- | ------------- | --- | --- | -- | -- | ----------- |
| Progreso                    | Uruguay   | 2016-2018     | 68  | 26  | 20 | 22 | 48.04%      |
| Danubio                     | Uruguay   | 2019          | 24  | 8   | 5  | 11 | 40.27%      |
| Liverpool                   | Uruguay   | 2020-2021     | 31  | 17  | 8  | 6  | 63.44%      |
| Atlético San Luis           | México    | 2021-2022     | 21  | 4   | 8  | 9  | 31.75%      |
| Defensor Sporting           | Uruguay   | 2022-2023     | 79  | 38  | 24 | 17 | 58.23%      |
| Gimnasia y Esgrima La Plata | Argentina | 2024-2025     | 32  | 10  | 9  | 13 | 40.63%      |
| Montevideo City Torque      | Uruguay   | 2025-presente | 3   | 1   | 1  | 1  | 44.44%      |
| Total                       | Total     | Total         | 258 | 104 | 75 | 79 | 50%         |

## Palmarés

### Como entrenador

#### Campeonatos nacionales
| Título           | Club              | País    | Año  |
| ---------------- | ----------------- | ------- | ---- |
| Torneo Clausura  | Liverpool         | Uruguay | 2020 |
| Copa AUF Uruguay | Defensor Sporting | Uruguay | 2022 |